# Absurdistan

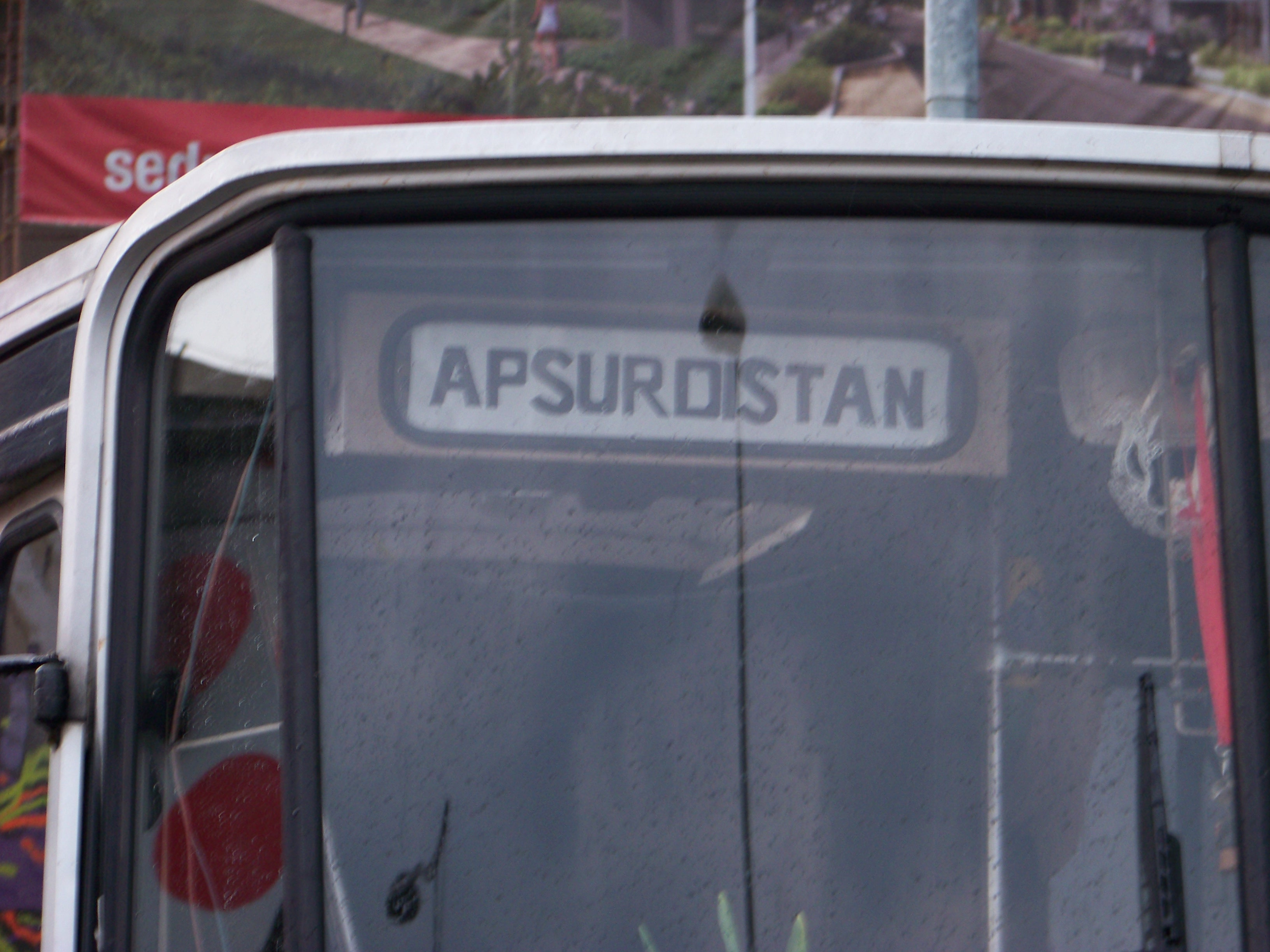
Französischer Bus in Prag bei der Trafačka-Kunstgalerie

Absurdistan ist die an reale Staatsnamen mit der Endung -stan angelehnte Bezeichnung eines fiktiven Landes, das von Absurditäten erfüllt ist. Der Gebrauch des Begriffes ist seit Anfang der 1970er-Jahre nachweisbar.
Es wird gesagt „Willkommen in Absurdistan!“, wenn jemand ausdrücken möchte, dass bestimmte Verhältnisse nicht nachvollziehbar sind. Bei dieser Sozialkritik steht oft die staatliche Bürokratie im Zentrum.

## Entstehung und Verbreitung des Begriffs
Die frühen Verwendungen des Begriffs beziehen sich ausschließlich auf konkrete unverständliche (absurde) politische Situationen.
Die bislang früheste bekannte Erwähnung findet sich in Politische Studien: Monatshefte der Hochschule für politische Wissenschaften, München, veröffentlicht vom Isar-Verlag. (1971) : „Sie brauchen sich bloß vorstellen, was es bedeutet, wenn etwa ein Wehrpflichtiger gültig seiner Wehrpflicht gegenüber der Bundesrepublik Deutschland sie durch zweijährigen Dienst in der Nationalen Volksarmee ableisten könnte, um zu erkennen, dass wir uns hier in Absurdistan bewegen.“
Die auch im englischen Sprachraum verbreitete Bezeichnung erschien etwa im Londoner Spectator vom 26. August 1989 in einem Artikel über die damalige Tschechoslowakei (Abstract: „Czechoslovakians have taken to calling their country «Absurdistan», because everyday life there has long resembled the Theater of the Absurd.“). Der Begriff wurde am 18. September 1989 in The Nation (New York) in einem Artikel mit dem Titel Prague Summer of '89: Journey to Absurdistan aufgenommen.
Die erste Erwähnung in der New York Times erfolgte am 30. August 1990 in einem Artikel über die Sowjetunion (Moskau als Capital of Absurdistan.)
Die wiederkehrende Zusammenstellung mit dem Adjektiv „wild“ spielt auf den Titel eines Bandes der „Reiseerzählungen“ von Karl May an, nämlich Durchs wilde Kurdistan.

### Weitere Verwendungen
Neben dem direkten Bezug auf politische Verhältnisse verbreitete sich der Begriff auch in anderen Bereichen.
- Abenteuer in Absurdistan mit Micky Maus erschien in Deutschland 1993 als Band 189 der Comic-Reihe Walt Disneys Lustiges Taschenbuch, wobei sich Absurdistan in dieser Geschichte in der Nähe von Bombay befindet.[2]
- 1994 erschien von Lubomyr Y. Luciuk Welcome to Absurdistan: Ukraine, the Soviet disunion and the West.[3]
- Absurdistan ist der Titel eines Liedes der Blind Passengers (erschienen auch als Single und als Video, 1995).
- Die österreichische Filmkomödie Geboren in Absurdistan wollte 1999 den „alltäglichen Rassismus entlarven“.
- Auf dem Album Gewaltberechtigt? (1999) der deutschen Band Goethes Erben findet sich ein Titel mit dem Namen „AbsurdISTan“.
- Absurdistan ist der Titel eines im Sommer 2006 in Aserbaidschan gedrehten Filmes von Veit Helmer.
- Der Roman Absurdistan von Gary Shteyngart erschien im Oktober 2006 bei Random House.
- Norbert W. Schlinkert veröffentlichte 2005 Wanderer in Absurdistan: Novalis, Nietzsche, Beckett, Bernhard und der ganze Rest. Eine Untersuchung zur Erscheinung des Absurden in Prosa.
- Konstantin Wecker hat ein Lied mit dem Titel Absurdistan geschrieben.